# 構造遺伝子
構造遺伝子とは、特定のポリペプチドの構造（蛋白質の1次構造、アミノ酸配列）またはヌクレオチドの一部（rRNAやtRNAの1次構造など）を決定するDNA領域（ヌクレオチド配列）。シストロンとも呼ばれる。ヒトゲノム中では、タンパク質に翻訳される部分がおおよそ6000万塩基、tRNAやrRNAに転写される部分がおおよそ3000万塩基で、合計9000万塩基（全体の3%）を占める。制御遺伝子の対義語が構造遺伝子である。コーディング領域と構造遺伝子はほぼ同義であるが、コーディング領域の対義語はノンコーディングDNAである。
構造遺伝子のうち、タンパク質をコードしている部分（コーディング領域）はmRNAに転写され、リボソームに運ばれて、そこでポリペプチド鎖に翻訳される。ポリペプチド鎖からなる分子が蛋白質であるが、なかにはmRNAに転写された後、選択的スプライシングによって一度に複数の蛋白質を生じるものもある。その場合、構造的に関連した一連の蛋白質を生む。rRNAやtRNAをコードしている部分は、RNAに転写された後、修飾を受けて成熟tRNAやrRNAとなる。

## 制御系
蛋白質やRNAの1次構造の転写に必要なので、遺伝子発現の制御系についての話題で、構造遺伝子は発現制御を受ける遺伝子の意味で使われる。そして、構造遺伝子の発現を制御する転写因子の遺伝子を調節遺伝子と呼ぶ。
遺伝子の発現制御は、転写、転写後プロセッシング、翻訳、RNAの分解、蛋白質の修飾（活性の調節）などの各段階で行われるが、転写制御が最も重要な遺伝子発現制御機構である（詳しくは転写因子#転写調節の活性制御機構）。

## 進化の過程
生物学において、大きな課題のひとつに大進化の説明がある。特に種以上のタクソンの大進化は、それが上位になればなるほどその大進化の過程を説明するのが困難であるが、その原因としてニッチからの解放があげられる。ニッチの変遷によって遺伝子が変化したというのだ。
ただし、生物の構造や機能の点から言って、遺伝子レベルの変化と体制の大きな転換が重要であり、よって、構造遺伝子よりも調節遺伝子の変化のほうが重要なのだ。生物の構造や機能を決定する構造遺伝子がいくら集積しても大進化をもたらすほどの大きな変化になるとは考えにくく、むしろ、種種の遺伝子の発現のパターンとタイミングを調節する遺伝子群の発現様式の変化が重要であると推定されている。近年、その候補としてホメオボックス遺伝子をはじめとする多くの転写調節因子をコードする遺伝子が注目されている。